# 于巴尔
于巴尔（德語：Jübar）是德国萨克森-安哈尔特州的市镇，隶属于萨尔茨韦德尔-阿尔特马克县。总面积为70.89平方千米，截至2023年12月31日总人口为1,544人。